# San Antonio Virreyes
San Antonio Virreyes är en ort i Mexiko.   Den ligger i kommunen Oriental och delstaten Puebla, i den sydöstra delen av landet, 160 km öster om huvudstaden Mexico City. San Antonio Virreyes ligger 2 365 meter över havet och antalet invånare är 1 600.
Terrängen runt San Antonio Virreyes är platt åt nordost, men åt sydväst är den kuperad. Runt San Antonio Virreyes är det ganska tätbefolkat, med 129 invånare per kvadratkilometer. Närmaste större samhälle är Oriental, 4,1 km söder om San Antonio Virreyes. Trakten runt San Antonio Virreyes består till största delen av jordbruksmark.